# Ponthion

Ponthion este o comună în departamentul Marne, Franța. În 2009 avea o populație de 111 de locuitori.